# Бхати, Нараян Сингх
Нараян Сингх Бхати (англ. Narayan Singh Bhati, 1930, княжество Джодхпур, Британская Индия — 18 апреля 1994) — индийский писатель

 и поэт, автор произведений на языке раджастхани.

## Творчество
Он был основателем и директором Раджастханского исследовательского института в Чопасани Джодхпуре с 1955 по 1993 год. Он принимал активное участие в сохранении старой раджастханской литературы.

## Награды
Он был награждён Литературной академии, Дели, за сборник стихов «Barsan Ra Degoda Dungar Langhiyan» в 1981 году. Он также был награждён премией Притхвираджа Раджастханской академии литературы.